# Bataviabrug
De Bataviabrug is een beweegbare fiets- en voetbrug over het Handelsdok in Gent. De brug werd op 30 juni 2012 officieel geopend. Ze verbindt het Stapelplein met de Koopvaardijlaan, het is de eerste van drie fietsbruggen die oorspronkelijk gepland waren om het nieuwe stadsdeel Oude Dokken te ontsluiten. Van deze drie bruggen zijn er inmiddels twee in gebruik; van de derde is geen sprake meer.
De brug werd ontworpen door Dietmar Feichtinger Architectes. Het masterplan was van het Nederlandse bureau Office for Metropolitan Architecture (OMA) en de werken zijn uitgevoerd door de Vlaamse overheid (Waterwegen en Zeekanaal).
In mei 2022 werd de brug een dag afgesloten wegens een mechanisch defect aan een van de bewegende scharnieren aan de onderkant. Om dat mechanisme te herstellen is de brug een week afgesloten vanaf 5 juli 2022.
Voor een tweede fietsbrug over het Handelsdok, met de naam Matadibrug, heeft de Vlaamse overheid in 2019 de vergunnings- en contracteringsfase gestart. Uiteindelijk startten de werken begin 2023 en werd de brug feestelijk geopend op 16 december 2023.

## Technisch hoogstandje
De brug bestaat uit drie delen, twee vaste delen en een beweegbaar deel. Het beweegbare deel kan met hydraulische pompen worden opgetild tot een vrije doorvaarthoogte van 7,80 m. Dit om de scheepvaart niet te hinderen. De hydraulische aandrijving is geplaatst in buispalen die midden in het water staan. Het opmerkelijke aan dit systeem is dat men de brug nog altijd kan oversteken als deze in beweging is. De stalen structuur van de brug is met hout bekleed.